# Nikolaj Fjodorov
Nikolaj Fjodorovitsj Fjodorov (Russisch: Николай Фёдорович Фёдоров) (Vjalsi, 9 juni 1827 - Moskou, 28 december 1903) was een Russisch filosoof en schrijver.
Fjodorovs gedachtegoed is sterk utopisch van aard en verbindt christelijke en filosofische concepten. Veel van zijn werk gaat over de ontwikkeling van een kosmologisch bewustzijn (Noosfeer), maar hij onderzocht bijvoorbeeld ook op wetenschappelijke wijze thema’s als onsterfelijkheid en wederopstanding. 
Fjodrovs filosofie had veel invloed op belangrijke Russische schrijvers als Boris Pasternak en Andrej Platonov.